# Hagar’s Song
Hagar’s Song — студийный альбом американского джазового саксофониста Чарльза Ллойда и пианиста Джейсона Морана, изданный 26 февраля 2013 года на студии ECM Records. Альбом получил положительную оценку.

## Отзывы
| Совокупная оценка | Совокупная оценка |
| Источник          | Оценка            |
| ----------------- | ----------------- |
| Metacritic        | 79/100            |
| Оценки критиков   |                   |
| Источник          | Оценка            |
| Allmusic          | [ 3 ]             |
| All About Jazz    | [ 4 ]             |
| The Guardian      | [ 5 ]             |
| PopMatters        | [ 6 ]             |

Hagar’s Song получил положительные отзывы от музыкальных критиков. На сайте Metacritic, который присваивает нормализованный рейтинг из 100 баллов рецензиям основных критиков, альбом получил 79 баллов из 100 на основе 6 рецензий, что означает «в целом общее признание».
В рецензии Тома Джурека на AllMusic альбом получил 4 звезды: «Hagar’s Song находит Ллойда и Морана в их самой естественной любознательности и глубоком внимании, предлагая настолько интимный разговор, что слушателю иногда может показаться, что он подслушивает».
Рецензент All About Jazz Джон Келман сказал: «В наборе, который включает в себя широкий спектр от известных стандартов Джорджа Гершвина, Билли Стрэйхорна и Дюка Эллингтона до относительно более современных произведений Боба Дилана и Брайана Уилсона, Ллойд и Моран демонстрируют тот вид сопереживания и доверия, который возникает только после длительного времени, проведенного вместе… В обоих музыкантах нет ничего предсказуемого, но с Hagar’s Song — пронизанной, как и она, постоянными сюрпризами, симпатиями и звездными выступлениями — и Ллойд, и Моран совершили прыжок на новое плато».
В газете The Guardian Джон Фордхэм написал: «Саксофонист Чарльз Ллойд, которому скоро исполнится 75 лет, дает интимную картину своих теплых отношений с блестящим пианистом Джейсоном Мораном и со своей (когда-то) порабощенной прапрабабушкой, который назвал альбом через сюиту Ллойда в ее память».
В рецензии на PopMatters Уилл Лэйман отметил: «Hagar’s Song — это не более и не менее чем набор дуэтов с Мораном. И во многих отношениях это самая интимная и лучшая работа в карьере Ллойда… В Hagar’s Song мало вспышек. И он с любовью прижимается к вашему уху».

## Список композиций
Автор композиций Чарльз Ллойд, кроме указанных.
1. «Pretty Girl» (Билли Стрэйхорн) — 4:51
2. «Mood Indigo» (Дюк Эллингтон) — 5:17
3. «Bess, You Is My Woman Now» (Джордж Гершвин) — 3:39
4. «All About Ronnie» (Joe Greene) — 4:20
5. «Pictogram» — 3:59
6. «You’ve Changed» (Carl Fischer) — 4:51
7. «Hagar Suite: Journey Up River» — 6:20
8. «Hagar Suite: Dreams of White Bluff» — 9:46
9. «Hagar Suite: Alone» — 2:30
10. «Hagar Suite: Bolivar Blues» — 4:18
11. «Hagar Suite: Hagar’s Lullaby» — 5:44
12. «Rosetta» (Earl Hines) — 4:41
13. «I Shall Be Released» (Боб Дилан) — 5:11
14. «God Only Knows» (Брайан Уилсон) — 3:31